# سیارک ۱۰۳۲۱
سیارک ۱۰۳۲۱ (به انگلیسی: 10321 Rampo، نامگذاری:1990UN2) ده هزار و سیصد و بیست و یکمین سیارک کشف شده‌است که در ۲۶ اکتبر ۱۹۹۰ کشف شد.
قدر مطلق سیارک برابر ۱۷٫۸ است.